# Zentral- und Landesbibliothek Berlin
Die Zentral- und Landesbibliothek Berlin (ZLB) ist die öffentliche Zentralbibliothek des Landes Berlin mit landesbibliothekarischen Aufgaben. Sie entstand im Jahr 1995 durch Vereinigung der 1901 gegründeten Berliner Stadtbibliothek in der Breiten Straße in Mitte und der 1954 gegründeten Amerika-Gedenkbibliothek am Blücherplatz in Kreuzberg.

## Profil der ZLB

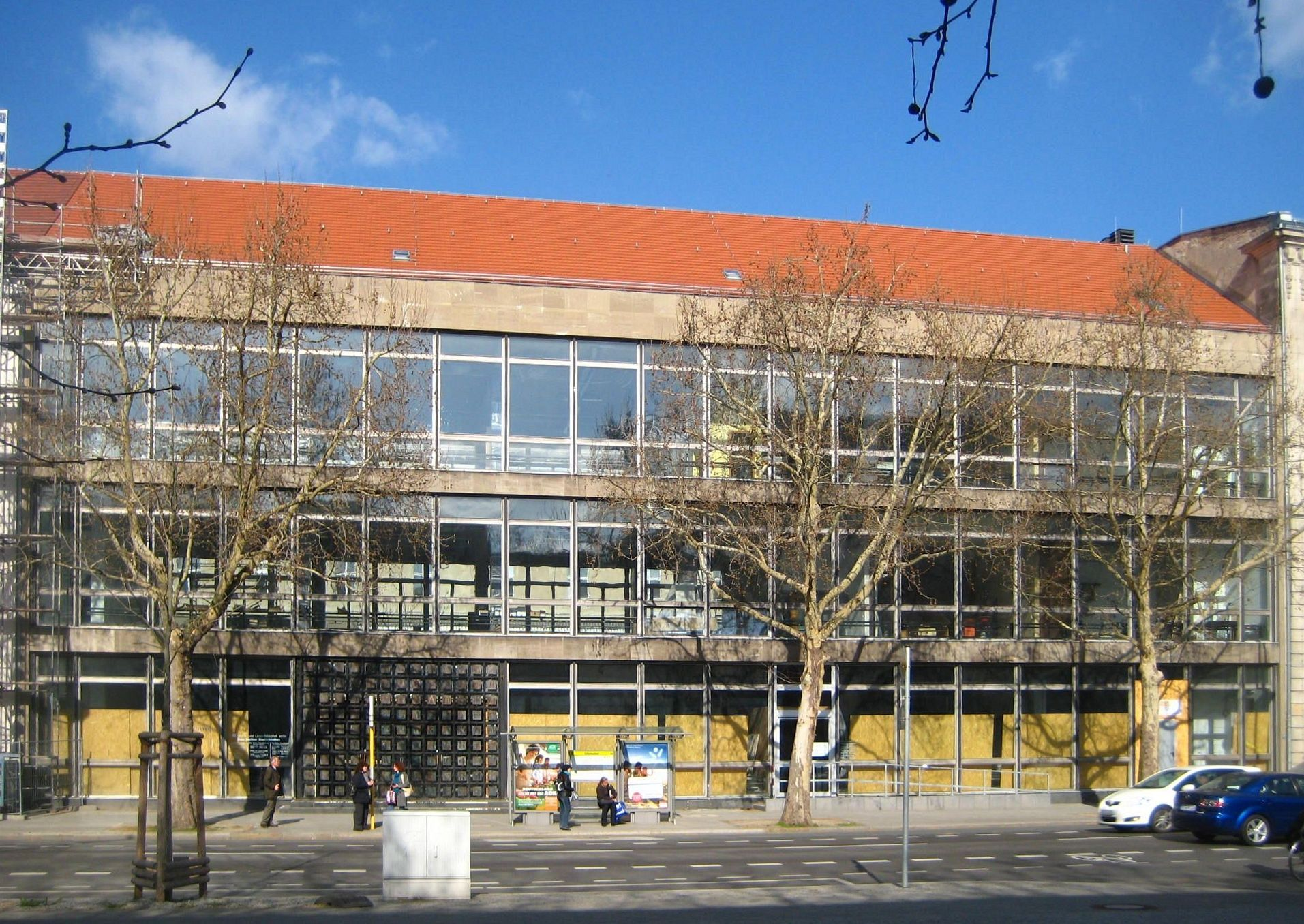
Berliner Stadtbibliothek in der Breiten Straße (2010)

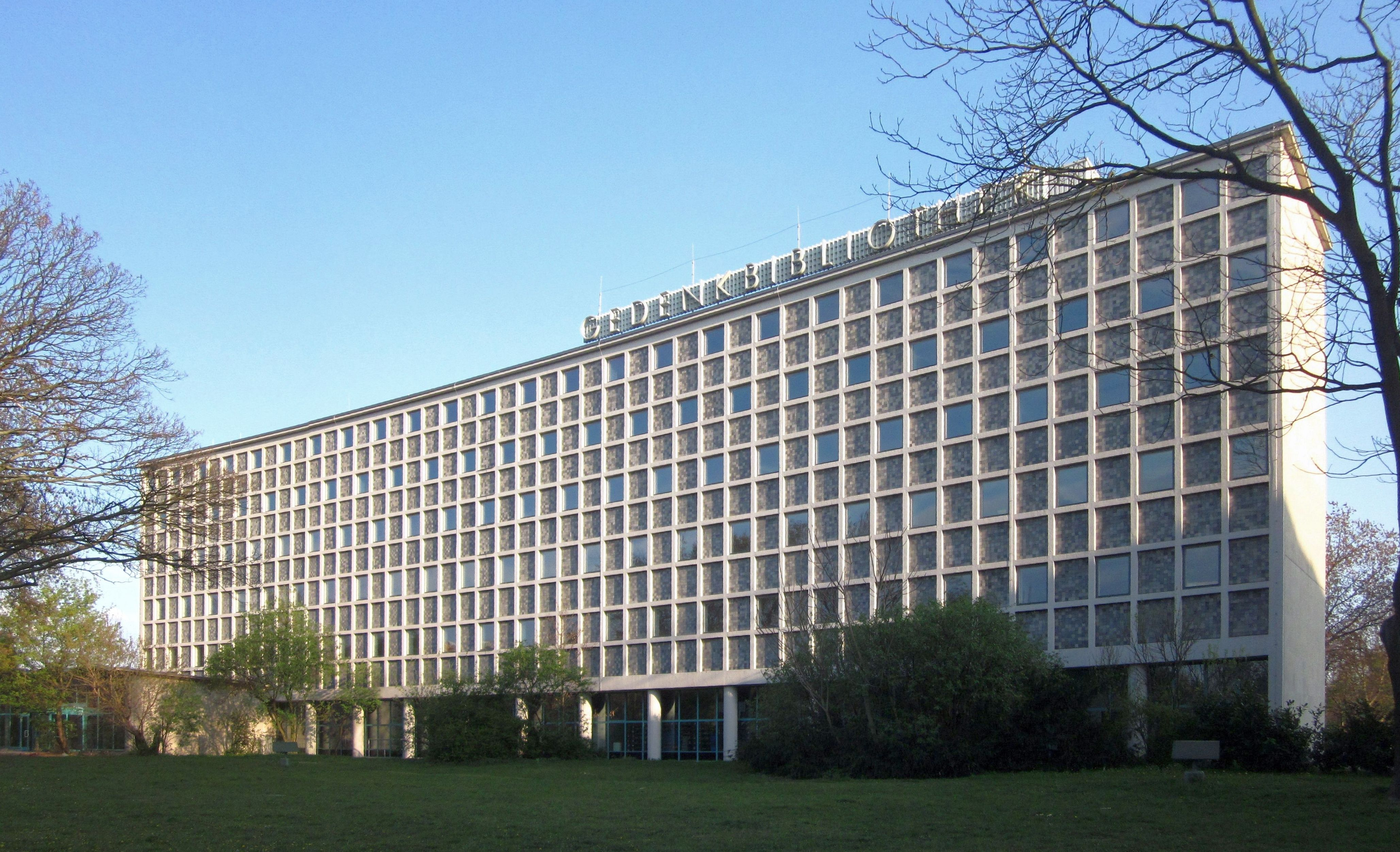
Amerika-Gedenkbibliothek am Blücherplatz (2012)

Die ZLB entstand zum 1. Oktober 1995 durch ein Berliner Landesgesetz als rechtsfähige Stiftung des öffentlichen Rechts. In der Stiftung wurden die Amerika-Gedenkbibliothek (AGB) und die Berliner Stadtbibliothek (BStB) zusammengefasst. Mit dem Bibliotheksrechtsänderungsgesetz wurden der Stiftung zum 1. Januar 2005 auch die Senatsbibliothek Berlin und der Berliner Gesamtkatalog angegliedert. Die Bibliothek verfügte im Jahr 2011 über 3,4 Millionen elektronische und gedruckte Medien. Nach eigenen Aussagen handelt es sich um die „größte öffentliche Bibliothek Deutschlands“ und um „die am besten besuchte Kultur- und Bildungseinrichtung Berlins“. Die Stiftung verwaltet sich selbst. Die Leitung obliegt dem Vorstand und Managementdirektor Volker Heller, der der Kontrolle eines Stiftungsrates untersteht, welcher die grundlegenden Beschlüsse fasst. Der Stiftungsratsvorsitz wird von der Senatsverwaltung für Kultur und Europa besetzt. Die Gebäude der Stiftung gehören zum Sondervermögen Immobilien des Landes Berlin (SILB) und werden von der Berliner Immobilienmanagement (BIM) bewirtschaftet.
Aufgabe der Stiftung ist (zusammen mit den bezirklichen öffentlichen Bibliotheken) die Versorgung aller Bevölkerungskreise Berlins mit Medien und Informationen. Die Bücher, Tonträger und sonstigen Angebote sind thematisch auf die beiden Häuser der Stiftung verteilt. Die Stiftung besitzt bedeutende Historische Sammlungen und Nachlässe in den Berlin-Sammlungen. Außerdem ist die Stiftung Pflichtexemplarbibliothek für alle in Berlin erscheinenden Schriften. Im Westteil der Stadt wurde diese Aufgabe zuvor von der Universitätsbibliothek der Freien Universität Berlin übernommen. Ein Angebot der ZLB und der bezirklichen Bibliotheken seit Sommer 2008 war VÖBB24, die Ausleihe von elektronischen Medien via Web 24 Stunden am Tag. VÖBB24 wurde Ende 2016 durch die Digitalen Angebote des VÖBB abgelöst und fasst alle digital erhältlichen Medien des VÖBB zusammen.
Seit dem 24. September 2017 hat die ZLB am Standort Amerika-Gedenkbibliothek sonntags von 11.00 bis 17.00 Uhr mit einem Veranstaltungsprogramm geöffnet. Eine bibliothekarische Beratung findet in dieser Zeit aus arbeitsrechtlichen Gründen (§9 und §10 Arbeitszeitgesetz) nicht statt. Organisiert werden diese Veranstaltungssonntage durch ein Veranstaltungsbüro. Vom 12. bis 15. September 2018 haben die Zentral- und Landesbibliothek Berlin und die Kulturstiftung des Bundes in Kooperation mit Kulturprojekte Berlin GmbH die Next Library Conference in Berlin ausgerichtet. Ziel der Veranstaltung war die Erkundung neuer Rollen und Potenziale von Öffentlichen Bibliotheken in der heutigen Gesellschaft. Veranstaltungsort waren die Amerika-Gedenkbibliothek und der Blücherplatz, wo aus Holz und Metall temporäre Bauten in Form einer Raumstation aufgestellt wurden. Dieses Set wurde am anschließenden Wochenende dann auch für das VÖBB-Festival anlässlich des 20-jährigen Jubiläums des Verbundes Öffentlicher Bibliotheken Berlins genutzt.
Die ZLB gehört dem Verbund der Öffentlichen Bibliotheken Berlins (VÖBB) und dem Bibliotheksverbund Kooperativer Bibliotheksverbund Berlin-Brandenburg (KOBV) an. Sie ist Mitglied im Deutschen Bibliotheksverband, Landesverband Berlin. Bei der Entwicklung neuer Dienstleistungen und Programme arbeitet die ZLB mit anderen nationalen und internationalen Bibliotheken zusammen, unter anderem mit Bibliotheken in Helsinki, Aarhus, Oslo, Amsterdam und Chicago. Am 23. Mai 2019 hat der Deutsche Bibliotheksverband die Auszeichnung der ZLB mit dem Titel „Bibliothek des Jahres 2019“ bekannt gegeben. In der Begründung heißt es „...dass diese Bibliothek auf beispielhaft strategische Weise mit ihren neu entwickelten partizipativen Angeboten und digitalen Services laufend auf die gesellschaftlichen und medialen Veränderungen reagiert und sich so als öffentlichen Ort mitten in der Stadtgesellschaft positioniert.“
Die ZLB führt einen zweijährigen Vorbereitungsdienst für Bibliotheksreferendare in der Laufbahngruppe 2, zweites Einstiegsamt für den Bibliotheksdienst in der Laufbahnfachrichtung wissenschaftliche Dienste durch. Die Einstellung erfolgt grundsätzlich jeweils zum 1. Oktober einen Jahres. Der Vorbereitungsdienst schließt mit der bibliothekarischen Laufbahnprüfung Bibliotheksassessor ab. Die Bibliotheksreferendare werden nach ihrer Ernennung durch die Senatsverwaltung für Kultur und Europa der ZLB zur praktischen Ausbildung zugewiesen. Während ihrer gesamten Ausbildung sind sie Beamte auf Widerruf und erhalten entsprechende Anwärterbezüge.

## Bestand

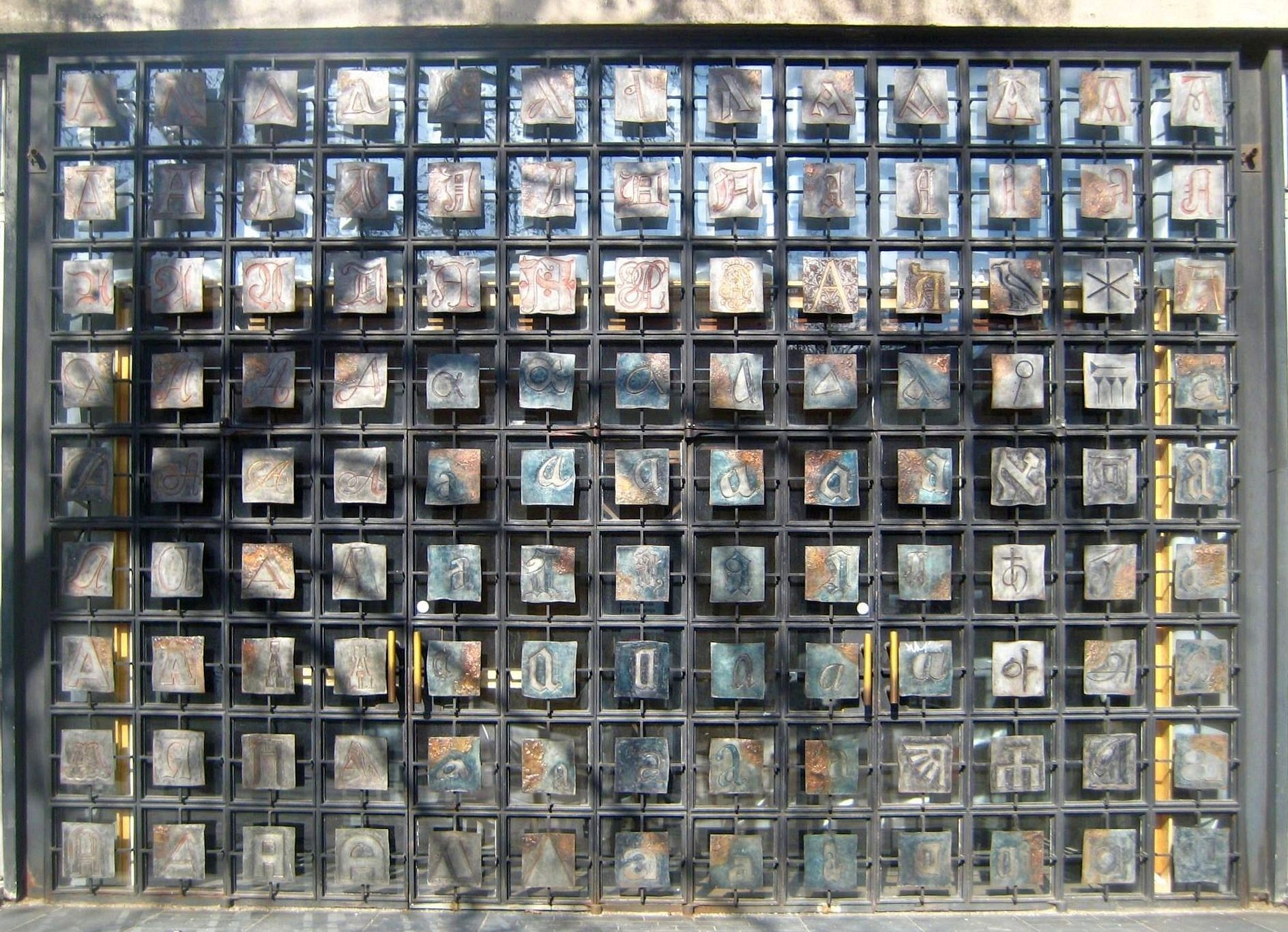
A-Portal von Fritz Kühn an der Stadtbibliothek in Mitte (2010)

Als Landesbibliothek hat die ZLB den gesetzlichen Auftrag, alles zu sammeln und dauerhaft zu bewahren, was in Berlin publiziert wird – unabhängig vom Inhalt. Die ZLB leistet damit einen wichtigen Beitrag zum Erhalt des schriftlichen Kulturgutes des Landes Berlin. Die Grundlage hierfür bietet das Pflichtexemplargesetz. Der Bereich „Berlin-Sammlungen“ der ZLB beschafft Berolinensien in möglichst großer Vollständigkeit. Gegenwärtig umfasst die Sammlung ca. 200.000 Berlin-Medien. Neben Berlin-Büchern und Zeitschriften beherbergen die Berlin-Sammlungen der ZLB knapp 4.000 Berliner Stadtpläne, ca. 15.000 Berlin-Postkarten, ca. 400 Berliner Tageszeitungen ab 1724 auf ca. 15.000 Mikroformen und eine Zeitschriftenausschnittsammlung mit ca. 150.000 originalen Zeitungsausschnitten aus Berliner Tages- und Wochenzeitschriften seit den 1930er Jahren bis 2006.
Das Thema Berlin bildet einen inhaltlichen Schwerpunkt der Retrodigitalisierungsaktivitäten der ZLB. Neben der kontinuierlichen retrospektiven Digitalisierung gemeinfreier Werke aus den Berlin-Sammlungen, darunter auch Karten und Stadtpläne, sind unter den bisher durchgeführten Retrodigitalisierungsvorhaben der ZLB insbesondere die Berliner Adress- und Telefonbücher ab 1799, das Berliner Amtsschrifttum und Parlamentaria ab dem frühen 19. Jahrhundert sowie verschiedene Berliner Kultur- und Architekturzeitschriften hervorzuheben. Die Retrodigitalisate werden in der Digitalen Landesbibliothek Berlin der ZLB veröffentlicht, wo sie überwiegend im uneingeschränkten Volltext-Abruf sowie mit Möglichkeiten des kostenfreien Downloads angeboten werden. Die Historischen Sammlungen und Sondersammlungen sind Teil der Berlin-Sammlungen der ZLB. Sie umfassen insgesamt ca. 500.000 Bände in über 50 Privatbibliotheken von Berliner Persönlichkeiten vor allem des 19. und 20. Jahrhunderts. Außerdem befinden sich über 55.000 Autographen und Nachlassmaterialien von Berliner Persönlichkeiten im Bestand der Berlin-Sammlungen.
In den Beständen der Zentral- und Landesbibliothek Berlin (ZLB) befinden sich Bücher, die ihren rechtmäßigen Eigentümern während der NS-Herrschaft zwischen 1933 und 1945 entzogen wurden. Dieses NS-Raubgut, genauer „NS-verfolgungsbedingt entzogenes Kulturgut“, umfasst nicht nur Objekte, die gewaltsam durch die Exekutivorgane des Dritten Reiches entwendet oder durch diskriminierende Gesetze enteignet wurden, sondern auch jene, die von den Verfolgten verkauft werden mussten, um ihre Flucht oder das Überleben zu ermöglichen. Zu den Aufgaben des Referats Provenienzforschung der ZLB gehören die Überprüfung der Bestände, die Identifikation der geraubten Bücher und die Ermittlung ihrer Herkunft, um diese an die Eigentümer oder deren Erben zurückzugeben. Die Arbeit wird in der Kooperativen Provenienzdatenbank Looted Cultural Assets öffentlich dokumentiert.
Um die Beschaffung und das Angebot von Medien seitens der Zentral- und Landesbibliothek Berlin wurden Auseinandersetzungen geführt – hausintern und in einer Protestkampagne mit über 20.000 Unterzeichnern. Von ca. 70.000 neuen Medien jährlich gelangen etwa 28.000 als Schenkungen oder Pflichtexemplare der Berliner Verlage in die ZLB. Annähernd 40.000 Medien wurden bis 2016 vom hausinternen Lektorat ausgewählt. Unter dem seit 2012 amtierenden neuen Vorstand und Managementdirektor Volker Heller wurde eine Umstrukturierung umgesetzt, die zu einer Rationalisierung des Beschaffungs- und Erfassungswesens neuer Medien führen sollte und zur Verlagerung großer Teile der damit verbundenen Arbeit auf andere Schwerpunkte. Mit unter 5 Prozent „Fremdleistungsquote“ lag die ZLB um mehr als das Zehnfache unter den Vergleichswerten anderer öffentlicher und wissenschaftlicher Bibliotheken.
Uniformität sei nicht geplant, hieß es seitens der ZLB-Leitung, doch sollten Lektoren deutlich weniger Zeit mit dem Durchsehen von Bestelllisten und dem Konfektionieren von Büchern zubringen, um mehr Spielraum für die Nutzerbetreuung und die Vermittlung digitaler Kompetenzen zu haben. Unterstützt wurde die in der ZLB angestrebte Neuausrichtung des Bestandsmanagements vom Bibliotheks-Fachverband dbv-Berlin. Heute wird ein Großteil der neu erworbenen Medien auf Basis von im Haus erstellten Profilen im Paket, sogenannten Standing-Order erworben. Ergänzt werden die Erwerbungen durch Zukäufe unterschiedlicher Art. Über diese Veränderungen des Medienerwerbs existiert eine seit längerem öffentlich geführte Diskussion.

## Möglicher Umzug in das Quartier 207

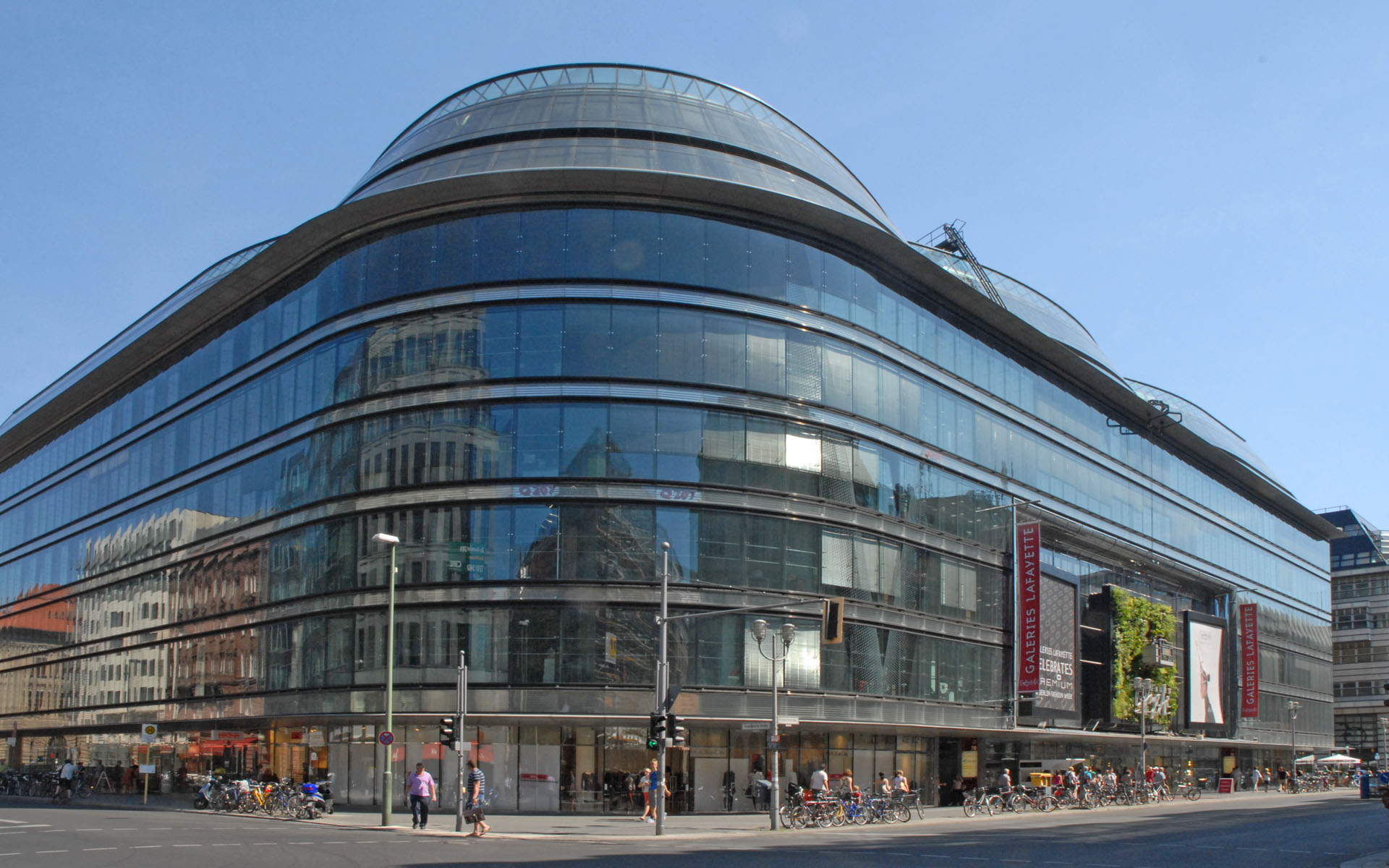
Quartier 207 in der Friedrichstraße (2008)

Am 17. Oktober 2011 hatten die regierenden Parteien SPD und CDU einen Neubau der ZLB beschlossen, der am Rand des Tempelhofer Felds erfolgen und alle Standorte der Bibliothek an einen Ort zusammenführen sollte. Das Neubauvorhaben wurde mit dem Volksentscheid zum Tempelhofer Feld in Berlin vom 25. Mai 2014, der eine Bebauung des Geländes untersagte, hinfällig. Die ZLB verfolgte jedoch weiterhin das Ziel einer Zusammenführung der Standorte in einem funktional geeigneten Gebäude. Der Neubau der ZLB sollte nun auf dem Gelände der Amerika-Gedenkbibliothek in Kreuzberg erfolgen. Als Nutzfläche waren 37.000 Quadratmeter vorgesehen und die Kosten wurden mit 360 Mio. Euro veranschlagt. Mit einem Baubeginn wurde frühestens im Jahr 2026 gerechnet. Dieser Plan wurde aus Kostengründen schließlich nicht weiter verfolgt.
Ende August 2023 schlug Kultursenator Joe Chialo (CDU) vor, dass die ZLB ins Quartier 207 umziehen könne, den bisherigen Galeries Lafayette in der Friedrichstraße. Über den Kauf des Gebäudes und den Einzug der Bibliothek für rund 589 Millionen Euro werde noch verhandelt. Anfang April 2024 wurde bekannt, dass die französische Kaufhausfiliale statt Ende des Jahres schon Ende Juli schließen werde und das auch tat. Seitdem steht der Bau leer und bis Februar 2025 gab es noch keine konkrete Entscheidung, hier die ZLB-Zentrale unterzubringen. Eine Suche im Internet ergab, dass ein Investor sich für den Komplex in der Friedrichstraße interessiert und bereits einen Bauantrag formuliert hat. Bis Ende 2026 sollen hier kleine Büros entstehen. Das wäre eine Absage an die Nachnutzung des Quartiers 207 durch die ZLB, woraus eine neue Standortsuche resultiert. Die Befürworter einer Nutzung hatten daraufhin zu einer Besetzung aufgerufen.